# Schützenverein

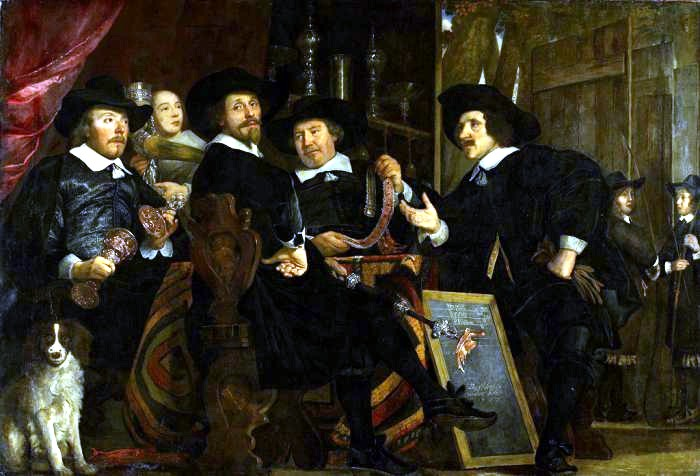
Der Vorstand der Amsterdamer Schützen, Gemälde von Bartholomeus van der Helst (1653)

Schützenvereine sind Vereine, die der Ausübung des Schießsports gewidmet sind oder die historische Schützenbruderschaften oder Schützengesellschaften aufrechterhalten.

## Deutschland
In Deutschland sind die Sportschützen in verschiedenen Verbänden organisiert. Der älteste und mit deutlichem Abstand größte Sportschützenverband in Deutschland ist der Deutsche Schützenbund, in dem 13.854 Schützenvereine mittels der jeweiligen Landesverbände vertreten sind (Stand 2023).
Weitere Sportschützenverbände mit größerer Anzahl an Mitgliedern sind beispielsweise der Bund Deutscher Sportschützen, der Bund der Militär- und Polizeischützen und die Deutsche Schießsport-Union.

### Geschichte

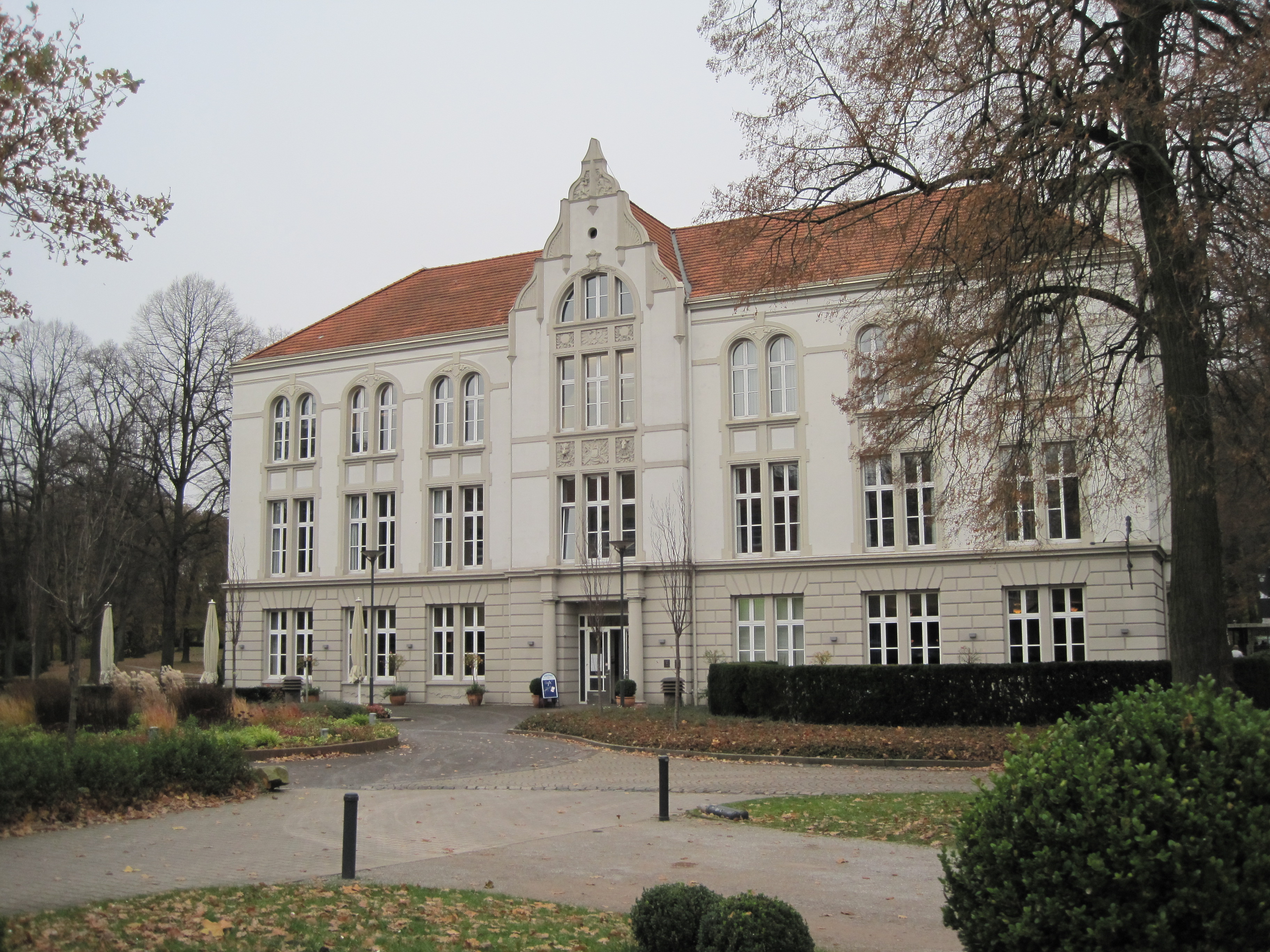
Frontansicht des Kurhauses Bad Hamm. Die Schmuckelemente der Fassade verweisen noch auf seinen ursprünglichen Zweck, als Ostenschützenhof und Ausflugslokal der Stadt Hamm.

Der Schützenverein (auch Sportschützenverein oder Schützenbruderschaft) in seiner heutigen Form entstand im frühen 19. Jahrhundert in Folge der napoleonischen Kriege. Ihre Ursprünge haben sie in mittelalterlichen Städten, z. B. in der Karlsschützengilde in Aachen und den Nürnberger Schützengesellschaften. Älteste urkundliche Erwähnungen von Schützengilden stammen aus dem Jahr 1139 aus Gymnich und 1190 aus Düsseldorf. Viele der alten Schützengilden bestanden fort. In ihnen fand auch der Wandel vom Brauchtum zur Sportart statt, indem durch das Schießen auf die konzentrische Zielscheibe Zufallsschüsse minimiert und das exakte Messen eingeführt wurde. Die Mitglieder bestanden zunächst vielfach aus Kriegsveteranen, wie der bisherigen freiwilligen Heeresverbände, z. B. des Lützowschen Freikorps. Neben gesellschaftlichen und sozialen Aspekten kamen den Schützenvereinen lange Zeit auch politische Funktionen zu. Im Vormärz (1815–1848) wurden die Schützenvereine zu wesentlichen Trägern nationaldemokratischer Opposition gegenüber der einzelstaatlichen Fürstenherrschaft und blieben dies bis weit in die Gründerzeit hinein.
Mit ihrer Konzeption einer auf die deutsche Nation verpflichteten, intern nach demokratischen Prinzipien organisierten Bürgermiliz scheiterten sie jedoch am Erfolg der Bismarckschen Revolution von oben. Zugleich bekamen sie Konkurrenz durch die Kriegervereine, die sich schließlich im Kyffhäuserbund zusammenschlossen und für lange Zeit wesentlich erfolgreicher den „Militarismus der kleinen Leute“ (Thomas Rohkrämer) zu organisieren verstanden. Durch eine Anpassung dieses neuen Reichsnationalismus vermochten die Schützenvereine zu überleben, wenngleich ihre politische Funktion immer mehr in den Hintergrund trat.
Nach dem Ersten Weltkrieg und dem Sturz der Monarchie kamen in Deutschland grundlegend neue Formen radikaler Wehrverbände auf, von denen die SA der NSDAP die schließlich erfolgreichste war, und die die Jugendkultur der Weimarer Republik wesentlich mitprägten. Sie anzunehmen gelang den Schützenvereinen nur noch sehr bedingt. Die demokratischen Verflechtungen des überlieferten Vormärz-Nationalismus mancher Vereine standen in Widerspruch zu der autoritären, nach dem Führerprinzip organisierten Struktur der meisten Wehrverbände. Dennoch passten sich die Schützenvereine in organisatorischer, personeller und inhaltlicher Ebene ab 1933 an das herrschende System an, wobei der Nationalismus das gemeinsame Bindeglied war und die Basis für die Zustimmung zur NS-Gemeinschaft bildete. Dies äußerte sich auch im freiwilligen Ausschluss jüdischer Vereinsmitglieder bereits ab 1933 und in der vormilitärischen Schießausbildung der männlichen Bevölkerung. Die Vereine stellten zudem der Hitlerjugend und der SA ihre Expertise und Infrastruktur zur Verfügung, auch in den Kriegsjahren. Ländliche Gegenden mit ihrer noch stärker vorhandenen paternalistisch-konservativen politischen Kultur wurden zum Zufluchtsort der Schützenvereine.
Nach der Kapitulation der Wehrmacht verboten die Alliierten die Schützenvereine als uniformierte Waffenträger zunächst ganz. Erst mit der Gründung der Bundesrepublik wurden sie wieder zugelassen. In der DDR blieben sie untersagt. Der Schießsport wurde in den staatlichen Sportorganisationen DTSB und GST betrieben. Vereinzelt war es in diesem Rahmen auch möglich, Teile der alten Traditionen, wie z. B. Königsschießen und Schützenfeste, eingeschränkt durchzuführen. In den neuen Bundesländern erfolgten deshalb ab Anfang 1990 Wiedergründungen alter Vereine. Dazu bildeten sich auch zahlreiche neue Schützenvereine. Die lange Zeit der Unterbrechung führt allerdings bis heute zu einer schwächeren Ausprägung in der Organisations- und Mitgliederstruktur als in den meisten alten Bundesländern. Doch auch dort konnte nach dem Zweiten Weltkrieg nicht immer nahtlos an alte Traditionen angeknüpft werden. Die Diskreditierung jedweder Form von Nationalismus war dafür nach 1945 zu stark. Hinzu kam mit dem politisch-gesellschaftlichen Umbruch der 1968er-Bewegung auch die Problematisierung des traditionellen militärischen Habitus der Schützenvereine.
In der Folge entwickelten sich die Schützenvereine zunehmend auch zu Sportvereinen. Der Deutsche Schützenbund organisierte sich erfolgreich in den entsprechenden internationalen Dachverbänden und entwickelte sich zur sicheren Medaillenbank bei Olympischen Spielen. Außerdem übernahm er maßgeblich die Ermöglichung und Beaufsichtigung eines geregelten sportlichen Schießbetriebes nach dem Waffengesetz.
Im Dezember 2015 verkündete die Kultusministerkonferenz in Deutschland, dass das Schützenwesen als Kulturformen in das Bundesweite Verzeichnis des immateriellen Kulturerbes aufgenommen wird. Am 11. März 2016 erfolgte die Auszeichnung im Sinne des Übereinkommens zur Erhaltung des Immateriellen Kulturerbes der UNESCO.

### Struktur
Einzelne Schützenvereine sind in Deutschland hierarchisch organisiert. Je nach Verband und Region können die Bezeichnungen der Organisationseinheiten abweichen, oder es können noch Zwischenebenen existieren.
Die übliche Gliederung ist: Verein – Bezirk/Landkreis – Landesverband – Bundesverband.
Nur beim BDMP sind die Schützen direkt Mitglied im Verband, und lediglich relativ lose in Gruppen organisiert. Bei den anderen Verbänden sind die Schützen ausschließlich Mitglied ihres jeweiligen Vereins, und nur mittelbar den höheren Verbandsebenen angeschlossen.
Neben dem DSB, in dessen Vereinen oft ein guter Teil der Vereinsarbeit auf die Pflege von Traditionen ausgerichtet ist, gibt es auch Schießsportverbände, in denen nur das sportliche Schießen als solches gepflegt wird und in denen die Traditionspflege eher nachrangig gelebt wird, z. B. den VdRBw, den BDS, den BDMP oder die DSU und weitere (Reihenfolge nach Anzahl der Mitglieder).
Neben den genannten Verbänden gibt es auch konfessionelle Schützenvereinigungen, so z. B. den Bund der historischen Deutschen Schützenbruderschaften (BHDS) mit seiner Jugendorganisation, dem Bund der Sebastianus Schützenjugend (BdSJ), diese sehen sich insbesondere dem Leitsatz „Für Glaube – Sitte – Heimat“ verpflichtet. Die darin organisierten Vereine und Bruderschaften fühlen sich eng mit der katholischen Kirche verbunden und stellen ihre Rolle als Wahrer des traditionellen Schützenwesens neben dem Schießsport in den Vordergrund.
Sonderformen bilden in Bayern die „Königlich Privilegierten Schützengesellschaften“, beispielsweise die Königlich Privilegierte Schützengesellschaft 1443 Volkach sowie die Gebirgsschützen.
Das Schützenwesen, das neben dem Gewehr- und Pistolenschießen auch das Vorderlader- und Armbrustschießen, Wurfscheibenschießen mit der Flinte, den Bogensport, das Schießen mit der Schnellfeuerpistole, den Sommerbiathlon, IPSC, CAS, Fallscheibe und viele weitere Disziplinen umfasst, ist in den vom Bundesverwaltungsamt genehmigten Schießsportordnungen der anerkannten Schießsportverbände geregelt.
Traditionsveranstaltungen wie Schützenfeste werden von den Satzungen der jeweiligen Schützenvereine geregelt. Daneben gelten die Bestimmungen des Waffengesetzes und der Waffenverordnung sowie als Nebenrecht die Bestimmungen des Kriegswaffenkontrollgesetzes und des Sprengstoffgesetzes, außerdem die gesetzlichen Jugendschutzbestimmungen.

## Schweiz

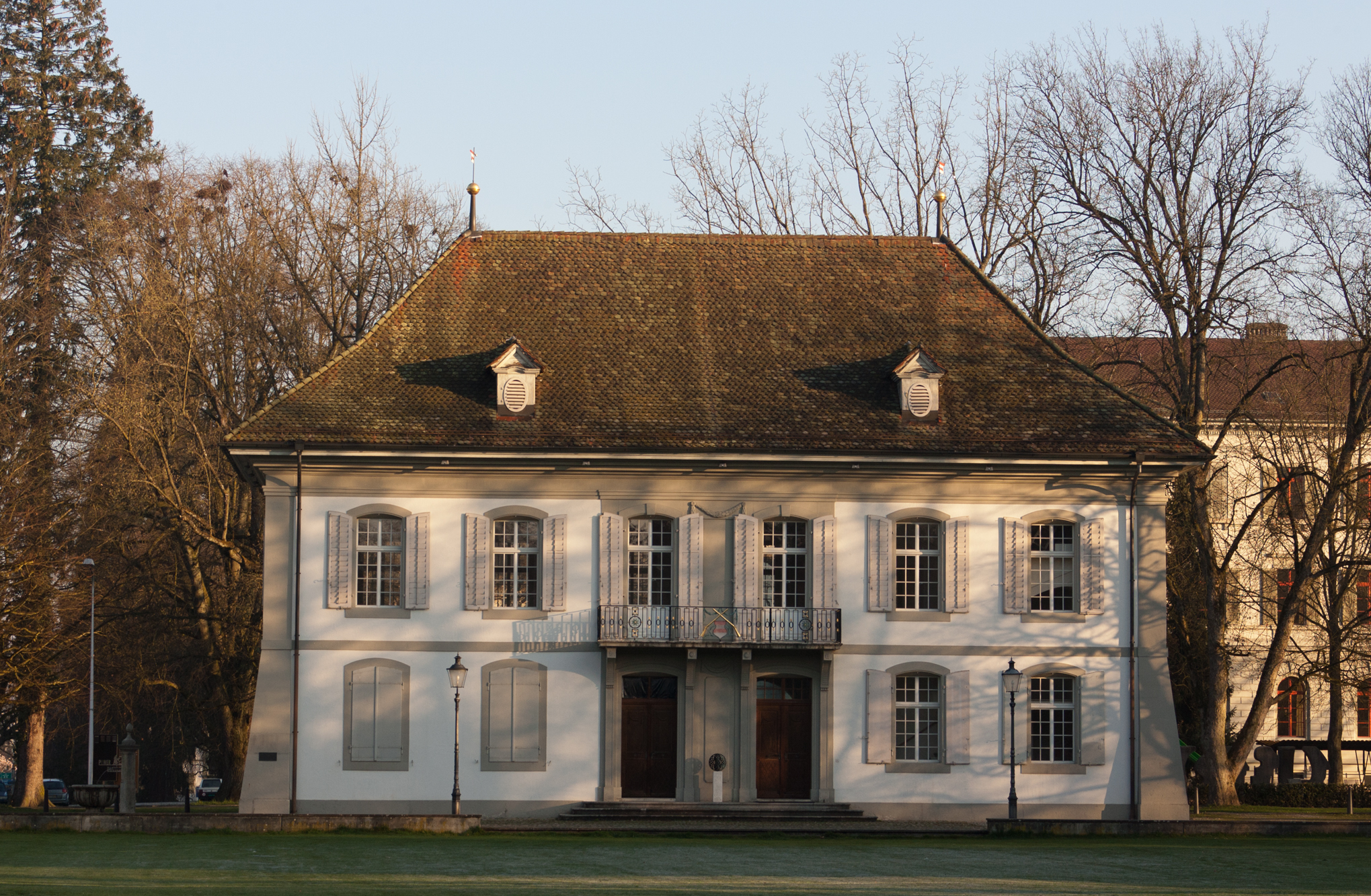
Altes Schützenhaus in Zofingen

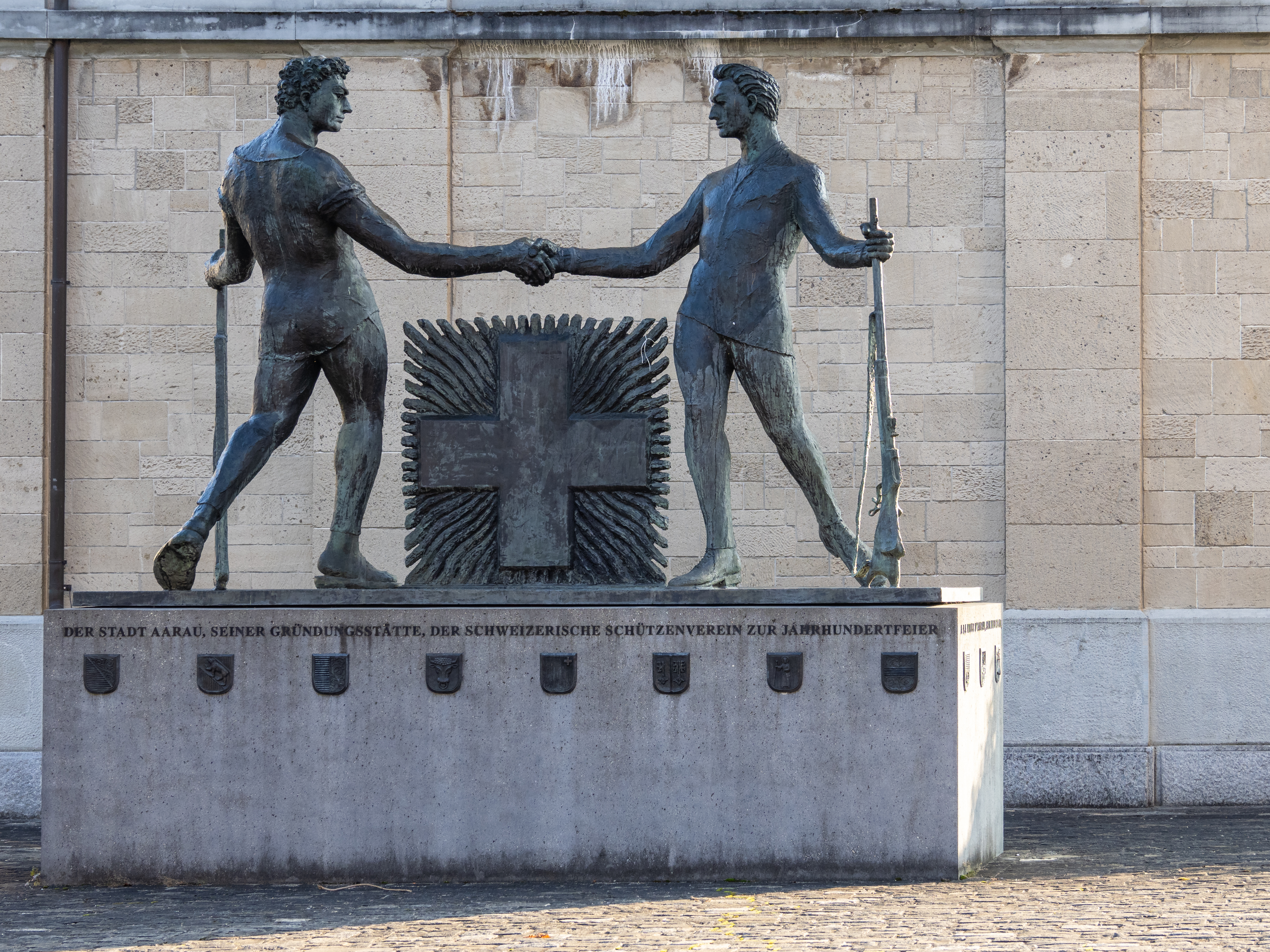
Schützendenkmal in Aarau, aufgestellt 1924 anlässlich des 100-jährigen Bestehens des Schützenverbandes

In der Schweiz sind Schützenvereine Vereine laut Art. 60 ff des Schweizerischen Zivilgesetzbuches. Der Schützenverein dient gemäß den Statuten in der Regel dazu, den Schießsport zu fördern und aktiv zu unterstützen.

### Geschichte
Die modernen Schützengesellschaften, wie wir sie heute kennen, haben den Ursprung im Jahr 1824, als in Aarau der Schweizerische Schützenverband gegründet wurde. In den folgenden Jahren sind immer mehr Gesellschaften hinzugekommen. Geschossen wurde auf Distanzen von 450 bis 550 Fuß, was zirka 120–150 Meter entspricht. Mit Einführung des Feldstutzers in der Armee wurden die Distanzen auf 1000 bis 1200 Fuß, 300–360 Meter erhöht. Diese Neuerung hatte beinahe den Untergang des erst jungen Schützenverbandes zur Folge. Die Anhänger des Standstutzens wollten die alten Distanzen beibehalten. Die Handhabung des Feldstutzers war aber einfacher und auch das Nachladen war nicht mehr so kompliziert. Nach heftigen Diskussionen einigte man sich auf einen Kompromiss. Es wurden zwei Sektionen gebildet: Die Standschützen und die Feld- oder Militärschützen. Die Losung lautete: Getrennt marschieren, vereint schlagen. Von Anfang an hatten die Schützengesellschaften einen militärischen Hintergrund. So ist in den Statuten mehrerer Gesellschaften im Kanton Freiburg zu lesen:

„Titel 1
Der Endzweck der Bruderschaft ist militärisch, das ist sich in der Kunst des Scheibenschießens zu üben, damit man sich in Stande setze, das Vaterland und dessen Unabhängigkeit im Notfall zu verteidigen“

Es werden nur die Schützenvereine der 300 m und 25/50 m-Gesellschaften behandelt. Alle anderen Schützenvereine wie Armbrust-, Bogen-, Jagd- oder Kleinkalibervereine werden nicht erwähnt.

### Staatlicher Auftrag
SR 512.31 Verordnung über das Schiesswesen ausser Dienst
Art. 2, Ziele des Schiesswesens ausser Dienst
Das Schiesswesen ausser Dienst hat den Erfordernissen der Armee zu genügen und erfüllt im Interesse der Landesverteidigung folgende Zwecke:
- Es ergänzt und entlastet die Schiessausbildung an der persönlichen Waffe in den militärischen Schulen und Kursen.
- Es erhält die Schiessfertigkeit und fördert das Präzisionsschiessen der Angehörigen der Armee ausser Dienst.
- Es fördert die Weiterbildung der Schützinnen und Schützen in besonderen Ausbildungskursen.
- Es ermöglicht die Überprüfung der Funktionstüchtigkeit der persönlichen Waffe.
- Es fördert das freiwillige Schiessen.

### Aufgaben und Struktur
Die Vereine bestehen aus einem Vorstand, Revisoren, Schützenmeistern, Aktivmitglieder, Freischützen und den Pflichtschützen.
Die Schützenvereine organisieren und leiten im Auftrag der Armee die außerdienstlichen Schießanlässe wie:
- das Obligatorische
- Jungschützenkurse
- das Feldschießen.

Weiter führen sie eigene Schießen wie
- Vereinsmeisterschaften
- Freundschaftsschießen
- Gruppenmeisterschaften

nach dem Vereinskalender durch.

### Besondere Aufgaben

#### Schützenmeister
Der Schützenmeister ist ein Schütze, welcher über die nötige Erfahrung verfügt, um sein Amt ausführen zu können. Er/Sie wird in einem zwei Tage dauernden Kurs mit den Vorschriften vertraut gemacht. Dieser Kurs wird durch die Kantonale Schießkommission durchgeführt. Danach muss alle sechs Jahre ein Wiederholungskurs absolviert werden, da ansonsten die Berechtigung als Schützenmeister verfällt.
Aufgaben:
Der Schützenmeister leitet die Bundesübungen (Obligatorisch- und Feldschießen) sowie den restlichen Schießbetrieb. Er ist insbesondere verantwortlich für die Betreuung der schwachen und unerfahrenen Schützen. Der Schützenmeister ist vor dem, während des und nach einem Schießen dafür verantwortlich, dass folgende Sicherheitsbestimmungen eingehalten werden:
- Absperrungen von Wegen nach den Weisungen des Eidgenössischen Schießoffiziers;
- Aufstellen der Warnhinweise wie Warnsack und Schießgefahrtafeln;
- Kontrolle unmittelbar vor dem Schießen, ob die Gefahrenzonen frei sind;
- Das Einhalten der Sicherheitsvorschriften während des Schießens (Manipulationen);
- Periodische Prüfung der Bauten, insbesondere Scheibenstand und Schützenhaus auf die Einhaltung der Sicherheitsvorschriften.

#### Jungschützenleiter
Der Jungschützenleiter besitzt die gleiche Ausbildung wie der Schützenmeister. Darüber hinaus wird er ausgebildet, selbständig Kurse zu leiten und den administrativen Aufwand des Jungschützenwesens zu bewältigen. Die Ausbildung zum Jungschützenleiter dauert drei Tage. In der Regel stehen dem Jungschützenleiter mehrere Hilfsleiter zur Seite.
Aufgaben:
- dito Schützenmeister
- Organisieren der jährlichen Jungschützenkurse
- Ausbilden der 15- bis 20-Jährigen am Sturmgewehr 90, SIG 550
- Schießlehre, Scheibenlehre und Sicherheitsvorschriften
- Administrative Arbeiten (Waffenbestellungen, Ausstellen von Leistungsausweisen und Abrechnungen)
- sollte Mitglied des Vorstandes sein.

#### Schiessanlagen
Die Schiessübungen dürfen nur auf den dafür vorgesehenen und von den zuständigen Militärbehörden anerkannten Schiessanlagen oder von den Eidgenössischen Schiessoffizieren bewilligten Schiessgeländen durchgeführt werden. Eine Schiessanlage besteht aus dem Schießstand, dem Scheibenstand und in der Regel einer elektronischen Trefferanzeige (bei 300-m-Anlagen).

### Kontrollorgan
Die Kontrolle der obligatorischen Schiessanlässe und den Jungschützenkursen wird durch die Mitglieder der Kantonalen Schiesskommission wahrgenommen. Diese sind für die Kontrolle der Einhaltung der Sicherheitsvorschriften und der korrekten Abrechnung gegenüber dem Kanton/Bund (Schweiz) verantwortlich.

## Österreich

### Niederösterreich
Das niederösterreichische Scheibbs hat eine bedeutende Tradition als Schützengilde. Seit 1569 besteht die sogenannte Schützengmein, dieser Verein war zünftig organisiert und hielt das Brauchtum hoch, wollte aber keine militärischen Zwecke verfolgen. Während zum Beispiel die Tiroler Schützen paramilitärische Vereinigungen waren, entwickelte sich das Schützenwesen in Scheibbs als zünftige Tradition aus dem Kranzlschießen, und dieser Kranz wurde schließlich zur Scheibe. Bei den Türkenangriffen 1529 und 1532 bewiesen die Scheibbser Bürger ihre Fertigkeit im Waffengebrauch, die Stadt Scheibbs wurde nie eingenommen. Es war damals unbedingte Pflicht jedes Bürgers sich in der Ortsverteidigung mit der Büchse auszubilden.
In seinen Ursprüngen geht das Schützenwesen noch viel weiter zurück. In seiner sehr frühen Zeit entstand es aus einem religiös-mystischen Kult, dem sogenannten Vogelschuss, einem religiösen Ritual, das in der Gemeinschaft Glück und Gesundheit bewirken sollte. Dabei wurde mit Pfeil und Bogen auf einen lebenden, später auf einen hölzernen Vogel geschossen, der auf einer hohen Stange befestigt war. Wer den letzten Teil herunterschoss, hatte also den Vogel abgeschossen und war der Sieger. Mit dem Aufkommen des Feuergewehrs wurde auf Holzscheiben gezielt, worauf zum Großteil noch immer der Vogel abgebildet war.
Die Scheiben wurden ursprünglich von den Hofmalern der Gaminger Kartäuser gemalt, deshalb die künstlerische Ausstattung und die oft lateinischen Aufschriften. Rund 250 historische Schützenscheiben sind im Schützenscheibenmuseum Scheibbs zu sehen, es ist dies das größte seiner Art.

### Salzburg

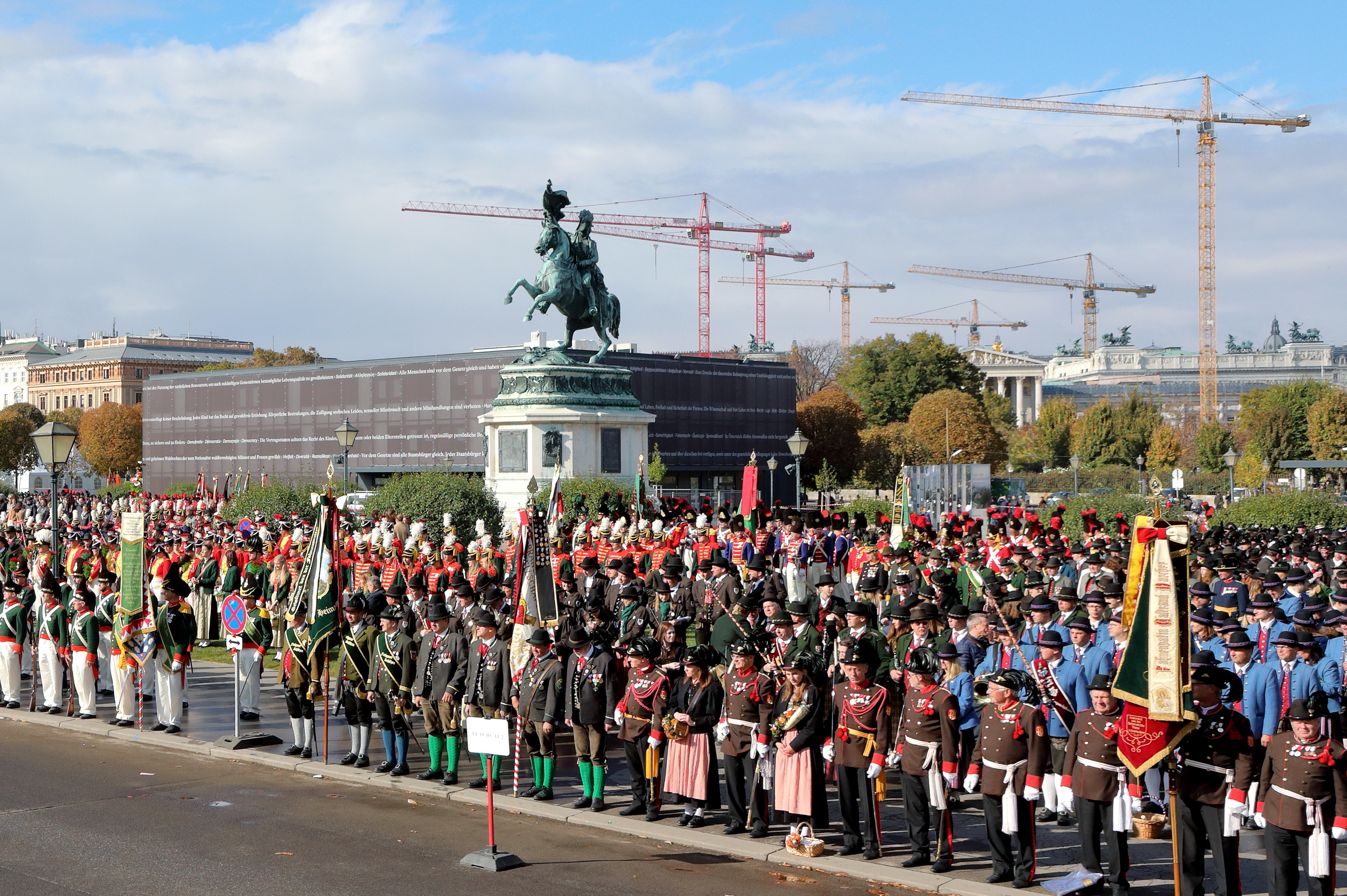
Salzburger Schützen beim Festakt „100 Jahre Republik Österreich“ am Heldenplatz (21. Oktober 2018)

Die Ursprünge der Salzburger Schützentradition gehen in das 13. Jahrhundert zurück und haben sich im Bürgerwehrwesen der Städte und Märkte des Fürsterzbistums auch in die österreichischen Zeiten erhalten. Als älteste der Salzburger und auch österreichischen Schützen, ist das Schifferschützen Corps Oberndorf zu erwähnen, das mit 31. Jänner 1278 vom Salzburger Erzbischof Friedrich von Walchen gegründet wurde, und seither durchgehend besteht.
Das Festschützenwesen nimmt im Land Salzburg als gelebte Tradition auch abseits von Tourismus und Folklore, aber auch traditionalisierendem Paramilitarismus einen so bedeutenden Stand ein, dass es mit 2010 in das Verzeichnis des Immateriellen Kulturerbes in Österreich aufgenommen wurde – auch unter ausdrücklicher Betonung der Gefahren für diese Volkskultur.

### Tirol
Im historischen Tirol geht das Schützenwesen auf das Landlibell zurück, einer Urkunde von Maximilian I. von 1511, die die Verpflichtung zur Selbstverteidigung des Landes durch alle Stände regelte. Eine städtische Schützengilde mit stark korporativem Sozialcharakter ist schon seit dem späten 15. Jahrhundert für Bozen bezeugt; sie war zu einer Bruderschaft vereinigt, die regelmäßige Schießübungen und Schützenfeste mit Preisschießen veranstaltete und auch über ein eigenes Archiv verfügte, das schon 1488 mit Jahresabrechnungen der Büchsenmeister einsetzt.
Das Schützenwesen, dem nach 1918 keine militärische Bedeutung mehr zukommt, wurde 1919 in Südtirol von den italienischen Behörden verboten, in der Zeit der nationalsozialistischen Besetzung 1944 als Standschützen in den Volkssturm eingegliedert, aber erst 1958 als Südtiroler Schützenbund offiziell neu begründet and ab 1978 auch in Welschtirol (Trentino) die Welschtiroler Schützenbund ist neu begründet. In Nordtirol war das Schützenwesen unter den Nationalsozialisten verboten.
Die Tiroler Schützen dienen heute hauptsächlich der Traditionspflege, der Vermittlung von Werten und der (geistigen) Verteidigung der Landesinteressen, wobei eher konservative Positionen eingenommen werden.

## Belgien
In Ostbelgien gibt es einen Schützenbund mit dreizehn Schützenvereinen.

## Schützenfeste
Regional unterschiedlich im April oder Mai beginnen in vielen Städten und Dörfern die Schützenfeste, welche heutzutage vor allem als Volksfeste innerhalb der jeweiligen Gemeinden gesehen werden, und oft nur noch dem Namen nach mit den Schützen verbunden sind. Üblicherweise wird die Saison, nachdem alle Schützenvereine eines Kreisverbandes ihr Schützenfest hatten, mit dem Kreisschützenfest abgeschlossen. Manche Schützenfeste finden nicht jährlich, sondern mit längeren Intervallen statt.
Die Schützenfeste haben u. a. eine militärische Abstammung, die auf die vornapoleonische Zeit zurückgeht. Die Schützengilden hingen eng mit der spätmittelalterlichen Machtentwicklung der Städte zusammen, deren Besatzung und Wehr die Bürger bildeten. Diese mussten oft auf den Ruf der Sturmglocke zur Armbrust und zur Partisane greifen, um die Trossknechte der Edelleute von den Stadtmauern fernzuhalten. Während die patrizischen Geschlechter Waffen und Rüstung der Ritter annahmen, wählten die übrigen, nach Zünften und Stadtvierteln geordneten Bürger andere Waffen, vornehmlich Bogen und Armbrust, und zur Übung bildeten sich Schützenvereine, in der damals üblichen Form von Gilden. Diese hatten Schützenhäuser und Schießbahnen, eine durch Beiträge und Vermächtnisse gegründete und unterhaltene Vereinskasse und hielten jedes Jahr Schützenfeste ab. Im Vormärz entsprang dieser Tradition die Idee einer selbstbestimmten, national-deutschen Bürgermiliz als Widerpart zu den stehenden Heeren der nur auf ihren partikularen Landesfürsten verpflichteten Berufsarmee. Die Schützenfeste dienten nunmehr vor allem der Inszenierung und Repräsentation dieser Idee. Ihr entstammt auch der bis heute teilweise vorhandene paramilitärische Aspekt der Schützenfeste.
Gegenwärtig schießen die Schützen beim Königs- und Vogelschießen des Schützenfestes oft auf einen hölzernen Vogel oder auf Scheiben. Sie ziehen in ihren traditionellen Uniformen und in geordneter Marschformation unter den Klängen von Marschmusik aus, um den amtierenden König/die amtierende Königin einzuholen. Dieser/diese ist bei einigen Vereinen zur Freihaltung seiner/ihrer Untertanen verpflichtet, was die Königswürde zu einer sehr kostspieligen Angelegenheit machen kann. Der beste Schütze des laufenden Wettbewerbs wird zum neuen König ernannt und gefeiert. Da Schützenfeste Traditionsveranstaltungen sind, unterliegen sie nicht der Sportordnung des Deutschen Schützenbundes, sondern den jeweiligen lokalen Satzungen. Als Folge gibt es Schützenvereine, die König und Königin getrennt ausschießen, und Vereine, bei denen Frauen und Männer gleichberechtigt um eine einzige Königswürde antreten.
Das größte Schützenfest der Welt wird jedes Jahr in der niedersächsischen Landeshauptstadt Hannover gefeiert.
Es gibt auch eigenständige Schützenfeste, so z. B. das historische Schützenfest in Hemeringen, das seit 1842 in fast unveränderter Form alle vier Jahre gefeiert wird. Hierbei handelt es sich um die Nachstellung der Schlacht um die Festung Königstein während der napoleonischen Kriege. An diesem Schützenfest nimmt eine Vielzahl verschiedener Kompanien teil.
Die gesellschaftliche Bedeutung des Schützenfestes differiert sehr stark. Ausgeprägt ist sie vor allem in den beiden niedersächsischen und den beiden bayrischen Landesverbänden, daneben jedoch auch in Westfalen, am Niederrhein sowie in Teilen Hessens.